# House of Zef
House of Zef è il quinto album in studio del gruppo musicale sudafricano Die Antwoord, pubblicato nel 2020.

## Tracce
1. Open the Door (feat. Panther Modern) – 3:32
2. Zonke bonke (feat. Bukhulubakhe & Gqwa!) – 4:06
3. Da Godz Mus B Krazy – 3:20
4. Naai is 'n lekker ding (feat. Moonchild Sanelly, Gqwa! & JouMaSePoes) – 3:56
5. My Life Is a Porno (feat. Smiley) – 1:38
6. Lambo Life – 4:21
7. When the Sun Goes Out (feat. Roger Ballen) – 2:21
8. Don't Sleep – 3:36
9. Bang on Em – 1:59
10. Ho$h Ho$h Ho$h (feat. Bobajan & Skelm) – 3:02
11. Future Baby – 3:12
12. No 1 – 4:33